# تفسير القشيري
تفسير القشيري أو لطائف الإشارات أحد كتب تفسير القران الكريم، ألفه إمام الصوفية في القرن الخامس الهجري أبو القاسم القشيري. يُعد التفسير تفسير صوفي إشاري.

## أسلوب التفسير
يُعد كتاب اللطائف كتاب تفسير لكامل القرآن الكريم، وهو مرتب سورة سورة آية آية. ويعتبر تفسيرًا متوسطًا وهو أقرب إلى أن يكون مختصر. يُمثل تفسير القشيري التفسير الصوفي الإشاري تمثيلاً دقيقاً. ويمتاز بلغة أدبية عالية، ومستوى بلاغي راق، وصياغة عذبة سلسة رائقة، يورد فيه كثيرًا من أشعار العرب، بحيث لا تكاد تخلو ورقة عن بيت فأكثر. يورد فيه القشيري الأحاديث النبوية، وإن كانت قليلة جداً من غير سند. يكشف الكتاب ما قد لا يبدو لكل قارئ للقران الكريم، ولكن على نحو لا يمتنع أو يتعارض مع ظاهر الشرع وهو من مراجع القرطبي في تفسيره تفسير القرطبي.

## وصلات خارجية
- تحميل تفسير القشيري المكتبة الشاملة
- تحميل تفسير القشيري المكتبة الوقفية